# Patricia Neway
Patricia Mary Neway, née le 30 septembre 1919 et morte le 24 janvier 2012, est une chanteuse d'opéra et actrice de comédie musicale américaine qui mena une carrière internationale du milieu des années 1940 aux années 1970. L'une des rares interprètes qui eurent autant de succès à l'opéra que dans le milieu de la comédie musicale, cette soprano dramatique fut fréquemment une interprète tant à Broadway qu'au New York City Opera dans les années 1950 et 1960. La critique Emily Langer du Washington Post écrivit : « Neway était un type rare de chanteuse, une chanteuse qui possédait tant la formation classique et la puissance vocale brute pour satisfaire aux exigences de l'opéra que le talent d'actrice et les charmes nécessaires pour réussir dans les comédies musicales. » Elle est particulièrement connue pour avoir créé des rôles lors des premières mondiales de plusieurs opéras américains contemporains, et notamment le rôle de Magda Sorel dans Le Consul de Gian Carlo Menotti. À Broadway, elle gagna un Tony Award pour son interprétation de la mère abbesse dans la première production de La Mélodie du bonheur de Rodgers et Hammerstein.

## Biographie
Née de parents américains d'origine irlandaise sur l'avenue Ditmas dans Kensington (en), Neway grandit dans Rosebank (en) (Staten Island), à New York. Son père, contremaître d'imprimerie, fit brièvement du vaudeville comme ténor léger d'un quatuor. Elle a fréquenté l'Académie Notre-Dame (en), puis le Collège Notre-Dame (en), dans Staten Island, où elle obtint un baccalauréat ès-sciences avec mineure en mathématique. Neway avait brièvement étudié le piano dans son enfance, mais elle s'intéressa à la musique et au chant pendant ses années d'étude à ce collège après avoir commencé à chanter les chansons napolitaines dont son oncle avait offert un recueil au père de la future cantatrice. Ce passe-temps devint une passion, et après avoir obtenu son diplôme collégial, elle s'inscrivit à l'École de musique Mannes, où elle obtint un diplôme en interprétation vocale. Elle étudia ensuite le chant avec le ténor Morris Gesell, qu'elle finit par épouser.
Encore aux études, Neway fit ses débuts à Broadway comme choriste dans une production de La Vie parisienne de Jacques Offenbach en 1941. En avril 1944, au Town Hall, elle fut la soliste soprano lors de la création du Mystic Trumpeter de Norman Dello Joio, à l'interprétation duquel la Collegiate Chorale (en) participa sous la direction de Robert Shaw. Elle débuta à l'opéra dans un rôle principal en 1946 en interprétant Fiordiligi dans Così fan tutte à l'Opéra de Chautauqua (en). En 1948, elle retourna à Broadway pour interpréter le Chœur féminin lors de la première du Viol de Lucrèce de Benjamin Britten aux États-Unis, au Ziegfeld Theatre.
En 1950, Neway interpréta Magda Sorel à la création de l'opéra The Consul, acclamé par la critique, de Gian Carlo Menotti au Shubert Theatre à Philadelphie, avec Cornell MacNeil dans le rôle de John Sorel et Marie Powers (en) dans celui de la mère. La même année, elle déménagea avec la production au théâtre Ethel Barrymore, à Broadway, où il y eut 269 représentations de l'œuvre. Elle enregistra plus tard le rôle pour Decca Records et l'interpréta aux premières à Londres, à Paris et dans d'autres villes européennes. Neway et Powers interprétèrent aussi leurs rôles au théâtre Cambridge (en), au Royaume-Uni, en février 1951, avec Norman Kelley (en) dans le rôle du magicien Nika,. Pour son interprétation dans la production de Broadway, elle remportant le prix Donaldson (en) de la meilleure actrice dans une œuvre musicale en 1950.
En 1951, Neway fit ses débuts au New York City Opera (NYCO), où elle retourna souvent jusqu'en 1966. Sa première interprétation pour cette maison d'opéra fut celle de Leah à la création du Dibbouk (en) de David Tamkin (en) le 10 avril, avec Robert Rounseville dans le rôle de Channon. Elle chanta notamment avec Beverly Sills à la création de Six personnages en quête d'auteur (en) de Hugo Weisgall en 1959. Parmi les nombreuses autres productions auxquelles elle participa au NYCO, il y a Cavalleria rusticana de Mascagni (en Santuzza sous la direction de Julius Rudel), Wozzeck d'Alban Berg (en Marie), The Consul (en Magda), Amahl et les Visiteurs de la nuit (dans le rôle de la mère) et Le Médium (en Mme Flora) de Menotti, Tale for a Deaf Ear (en) de Bucci (en) (en Laura Gates), Wuthering Heights (en) de Carlisle Floyd (en Nellie, aux côtés de Phyllis Curtin (en) en Catherine), Le Tour d'écrou de Benjamin Britten (en gouvernante, aux côtés de Richard Cassilly (en) en Peter Quint) et Salomé de Richard Strauss (en Hérodias).
Tout en chantant beaucoup au NYCO, Neway continua de travailler dans d'autres maisons d'opéra et à Broadway. En 1952, elle chanta et enregistra le rôle-titre d'Iphigénie en Tauride de Gluck au Festival d'Aix-en-Provence. De 1952 à 1954, elle fut engagée comme soprano principale à l'Opéra-Comique, à Paris. Elle y donna deux des plus grandes interprétations de sa carrière à l'opéra : celles du rôle-titre de Tosca de Puccini et du rôle de Katerina Mihaylovna dans Risurrezione de Franco Alfano. En 1955, elle chanta aux côtés d'Astrid Varnay lors de la création d'Une lettre d'amour de lord Byron de Raffaello de Banfield (en) à la Nouvelle-Orléans. En 1957, elle interpréta Madame de Croissy dans les Dialogues des carmélites de Poulenc produits par le NBC Opera Theatre (en), avec Rosemary Kuhlmann (en) dans le rôle de la mère Marie, Elaine Malbin (en) dans celui de Blanche et Leontyne Price dans celui de Mme Lidoine.
Neway interpréta Miriam remarquablement lors de la création de l'opéra The Scarf (en) de Lee Hoiby au tout premier Festival des deux mondes à Spolète, en Italie, le 20 juin 1958. En août, elle chanta le rôle de la mère lors de la création de Maria Golovin (en) de Menotti à l'Exposition universelle de 1958 à Bruxelles. Elle participa à la première de la production au théâtre Martin Beck, à Broadway, en novembre, sous les auspices du NBC Opera Theatre. L'année suivante, elle reprit le rôle pour le New York City Opera et l'enregistra pour une émission télévisée à l'échelle nationale par NBC.
En juin 1959, Neway retourna au Festival de Spolète pour interpréter Geraldine lors de la création d'A Hand of Bridge (en) de Samuel Barber (qu'elle enregistra l'année suivante). En novembre, elle retourna à Broadway, où elle créa le rôle de la mère abbesse dans la première production de La Mélodie du bonheur, pour lequel elle remporta le Tony Award de la meilleure actrice dans un second rôle dans une comédie musicale en 1960.
En 1963, sous la direction de Julius Rudel, Neway créa le rôle de Jenny MacDougald aux côtés de Norman Treigle dans le rôle de Lachlan Sinclair lors de la première de l'opéra The Sojourner and Mollie Sinclair de Carlisle Floyd à Raleigh, en Caroline du Nord.
En 1964, elle interpréta le rôle de Lady Thiang dans Le Roi et moi au Lincoln Center avec Risë Stevens dans le rôle d'Anna et Darren McGavin dans celui du roi de Siam. En 1966, elle fit sa première apparition au San Francisco Opera dans le rôle de la gouvernante du Tour d'écrou. Elle y retourna en 1972 pour y jouer la veuve Begbick dans Grandeur et décadence de la ville de Mahagonny de Kurt Weill.
En 1967, elle interpréta Nettie dans une production télévisuelle spéciale de Carousel, qui mettait en vedette Robert Goulet dans le rôle de Billy Bigelow. En 1970, elle créa le rôle de la reine dans la pièce de théâtre The Leper de Menotti.

## Retraite et décès
Après avoir pris sa retraite, Neway déménagea à Corinth, au Vermont, où elle vécut avec son second mari, John Francis Byrne, jusqu'à la mort de ce dernier en 2008. Son premier mariage avec Morris Gesell s'était terminé par un divorce. Elle est morte chez elle à Corinth le 24 janvier 2012 à 92 ans.

## Langue des opéras
Neway était partisane de l'interprétation des opéras dans la langue de l'auditoire. « L'opéra, dit-elle au Times en 1950, est du théâtre — du théâtre musical —, mais quand même du théâtre. Il est ridicule de monter un opéra si l'auditoire ne sait pas ce que les interprètes chantent. » Avec son premier mari, qui était aussi chanteur, elle travailla à la traduction anglaise de Fidelio de Beethoven, des Noces de Figaro de Mozart et d'autres opéras européens.

## Vidéographie
- Le Consul de Menotti, Ludgin, Torkanowsky, Dalrymple, 1960, VAI.